# Népzenegyűjtés

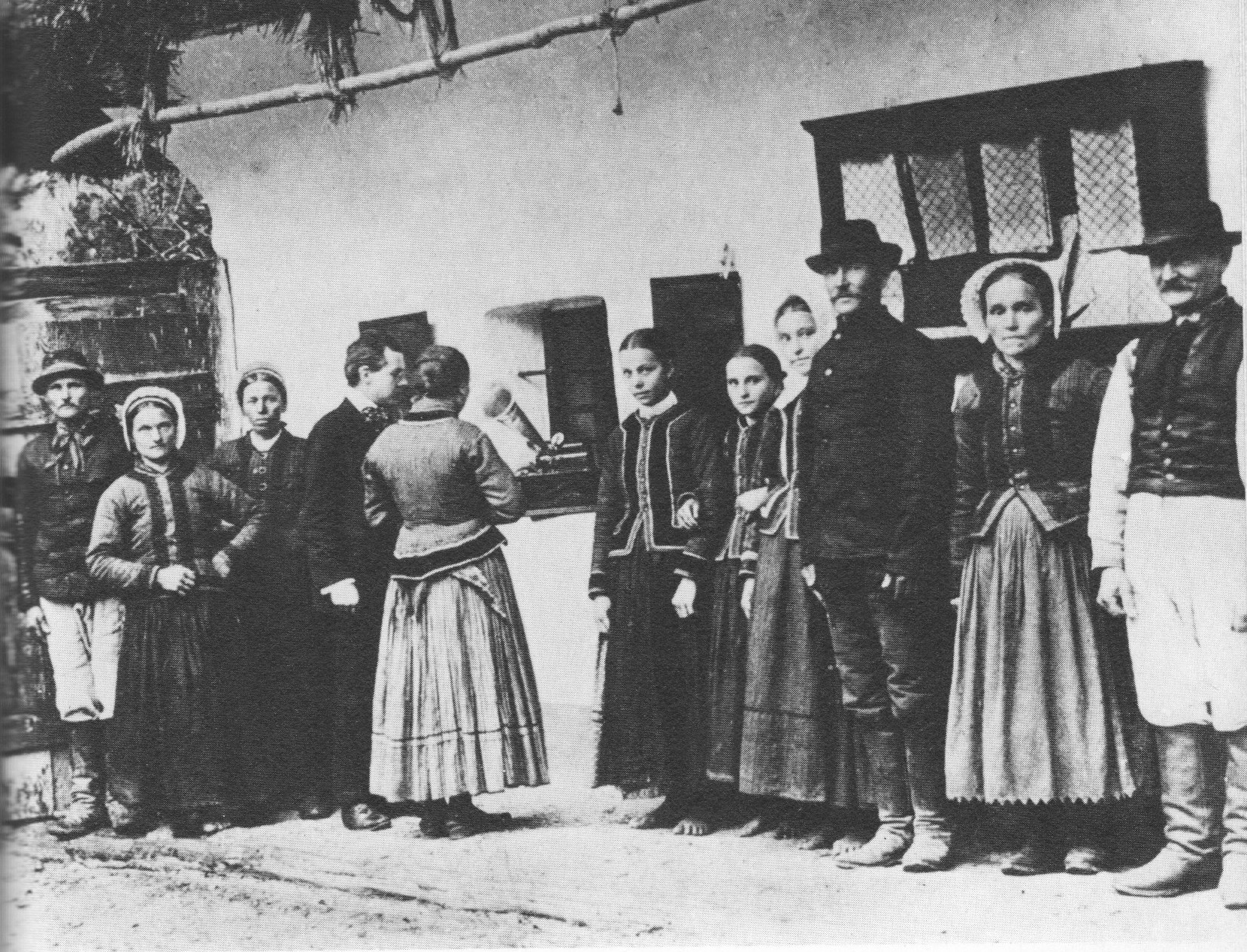
Bartók Béla népdalgyűjtés közben, falusiak körében.

A népzenegyűjtés a néprajztudománynak, azon belül a népzenekutatásnak azon tevékenysége, mely a népi kultúra hangzó emlékeinek gyűjtését, osztályozását tűzi ki célul. Jellemzően a népzene, a népdal, néptánc és szokások hang- és képanyagának rögzítését jelenti.
A népi kultúra zenei emlékeinek gyűjtésére irányuló tudományos igényű törekvések a 19. századra jellemzők, amikor a technikai fejlődés lehetővé tette a hordozható eszközzel történő hangrögzítést. A gyűjtés mozgatója a 19. és 20. századi társadalmi átalakulások miatt háttérbe szoruló és eltűnés, elsilányulás által fenyegetett népzene értékeinek feltárása, közreadása, ezek tudományos vizsgálatához szükséges eredeti források megismerése iránti igény. A népzenekutatás fontos forrása a népzenegyűjtők munkája, mely lehetővé teszi a területi és népcsoportra jellemző hasonlóságok és különbségek, illetve ezek időbeli változásának megismerését és leírását.

## Története

### Előzmények

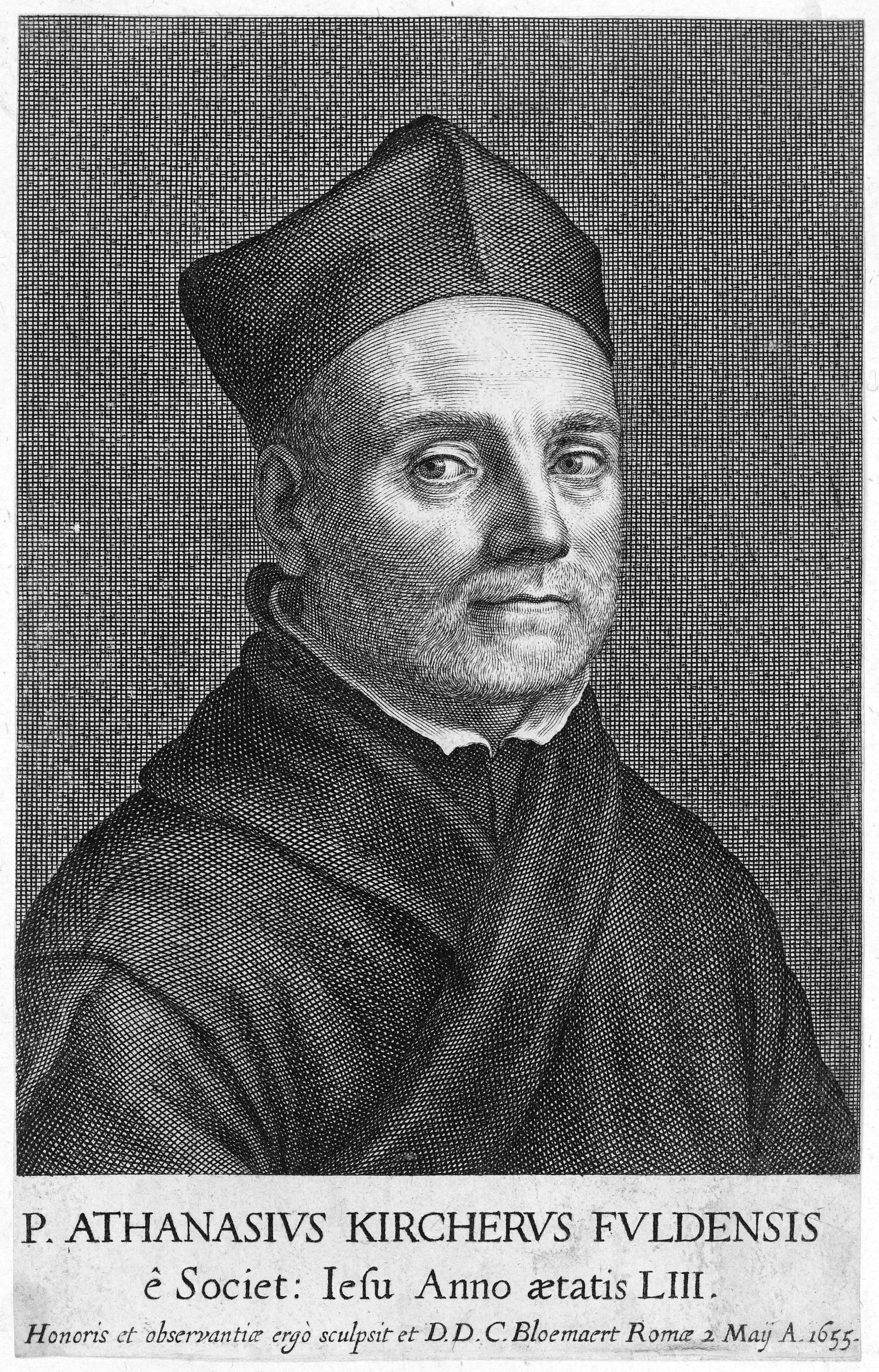
Athanasius Kircher

A népzene iránti érdeklődés első példái a földrajzi felfedezésekhez kötődnek. Montagne esszéjében 1580-ban zenei összehasonlításokat tesz, Athanasius Kircher 1650-ben a Mausurgia Universalisában, Rousseau 1768-ban a Dictionnaire de musiquejában, Amiot 1779-es kínai népművészetről szóló monográfiájában szintén népzenéről ír, melyek a téma tudományos leírásának első példái. Az első átfogó összefoglaló mű Fétis: Histoire générale de la musique című műve volt (1869–1876).
Egy nép saját népzenei hagyományainak megőrzésére irányuló gyűjtőmunka először Európában, a 18. század vége felé indult, de tudományos igényű gyűjtések csak a 19. század közepén történtek. A gyűjtés kezdeti motivációja az a felismerés volt, hogy a népzene a nemzeti kultúra egy konzerváltabb, nemzetközi hatásoktól mentesebb forrása, mely segíti a nemzeti karakterjegyek megismerését.  

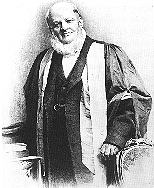
Alexander Ellis

A jellegzetességek felismeréséhez kategorizálási rendszert kellett felállítani, melynek fontos lépése volt 1884-ben Ellis centrendszerének kialakítása, mely a félhangnál kisebb hangközök leírására és így a különféle európai és Európán kívüli népek hangsorainak összevetésére adott módot. Mivel egységes és egyértelmű dallamrendszerező elvek a népi zenei jellegzetességek nagy átfedése és nehézkes területi behatárolhatósága miatt nem alakíthatók ki, ezért a dallamrendszerezés célja általában nem egy egységes zeneelméleti keret felállítására, csak az adott katalógus rendszerezésére irányulnak.

### A szervezett népzenekutatás kezdetei

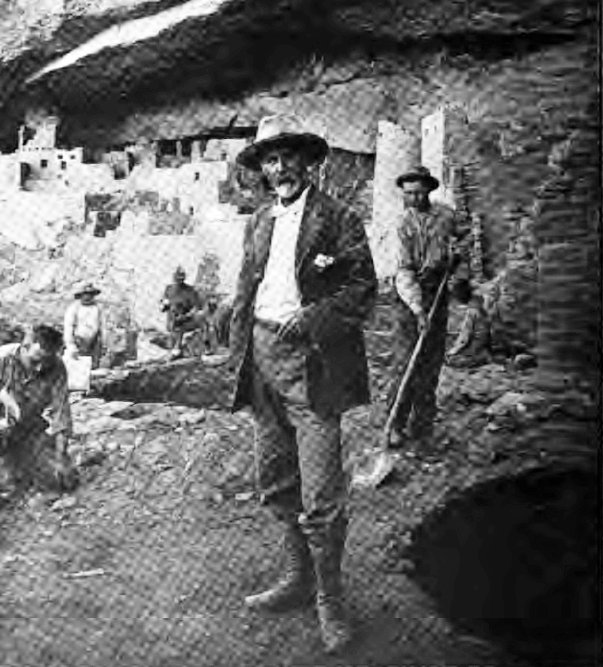
Walter Fewkes gyűjtőúton, 1910 körül

A rendszerezett, tudományos igényű néprajzi kutatás a gyarmati területeken, Európában és hazánkban is a 19. században alakult ki. A népi kultúrát őrző közösségek felkeresése, szokásaik leírása eleinte a nyelvi emlékek megismerésére irányult, később hangszeres és énekes népi emlékek, illetve táncok leírását is magába foglalta.
Az amerikai antropológus, Walter Fewkes passamaquoddy, zuni és hopi indiánok között végzett 1889-1891 közötti gyűjtése egy korai példa a zenei gyűjtőmunkára. A felhalmozott dallamanyag felhasználásával később Gilman mutatott rá, hogy ezen népcsoportok zenéjében mások az alapvető hangközök, mint a nyugati kultúrkör kiegyenlített hangolású skáláján.

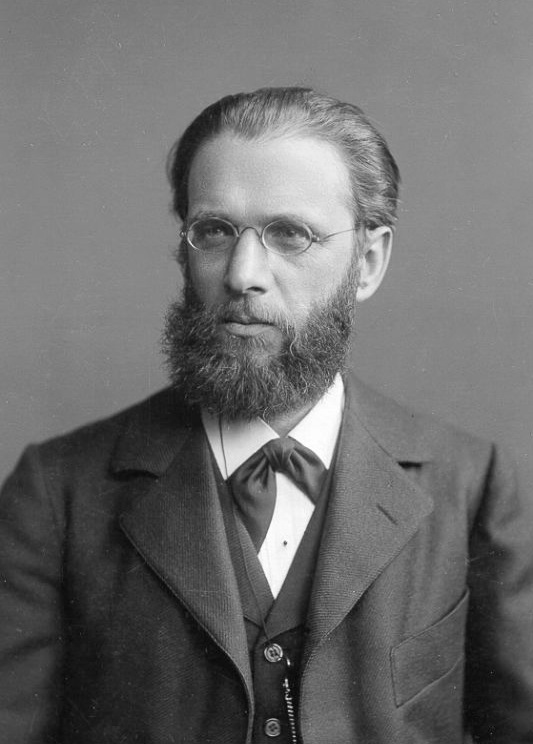
Carl Stumpf

G. Abraham és Erich von Hornbostel 1985-ben kidolgozta az egzotikus dallamok lejegyzési módszerét, továbbá Ellis, Abraham, Stumpf, Adler, Hornbostel, Lach, Schünemann munkája nyomán kialakult az összehasonlító népzenetudomány berlini iskolája. Ennek jellemzője az volt, hogy a különböző népek zenéjét azok egyes zenei jellegzetességei szerint kívánta rendszerezni, ellentétben a ma jellemző, a zenén túlmutató, a szellemi kultúra egészét figyelembe vevő felfogással. Az 1900-as években Nyugat-Európában a népzenegyűjtés jelentősége csökkent, a berlini összehasonlító szemlélet ebben az időben inkább az észak- és kelet-európai népzenekutatók sajátja volt, melyek közül kiemelkedő Krohn, Bartók, Kodály, Beljajev, Brăiloiu tevékenysége.

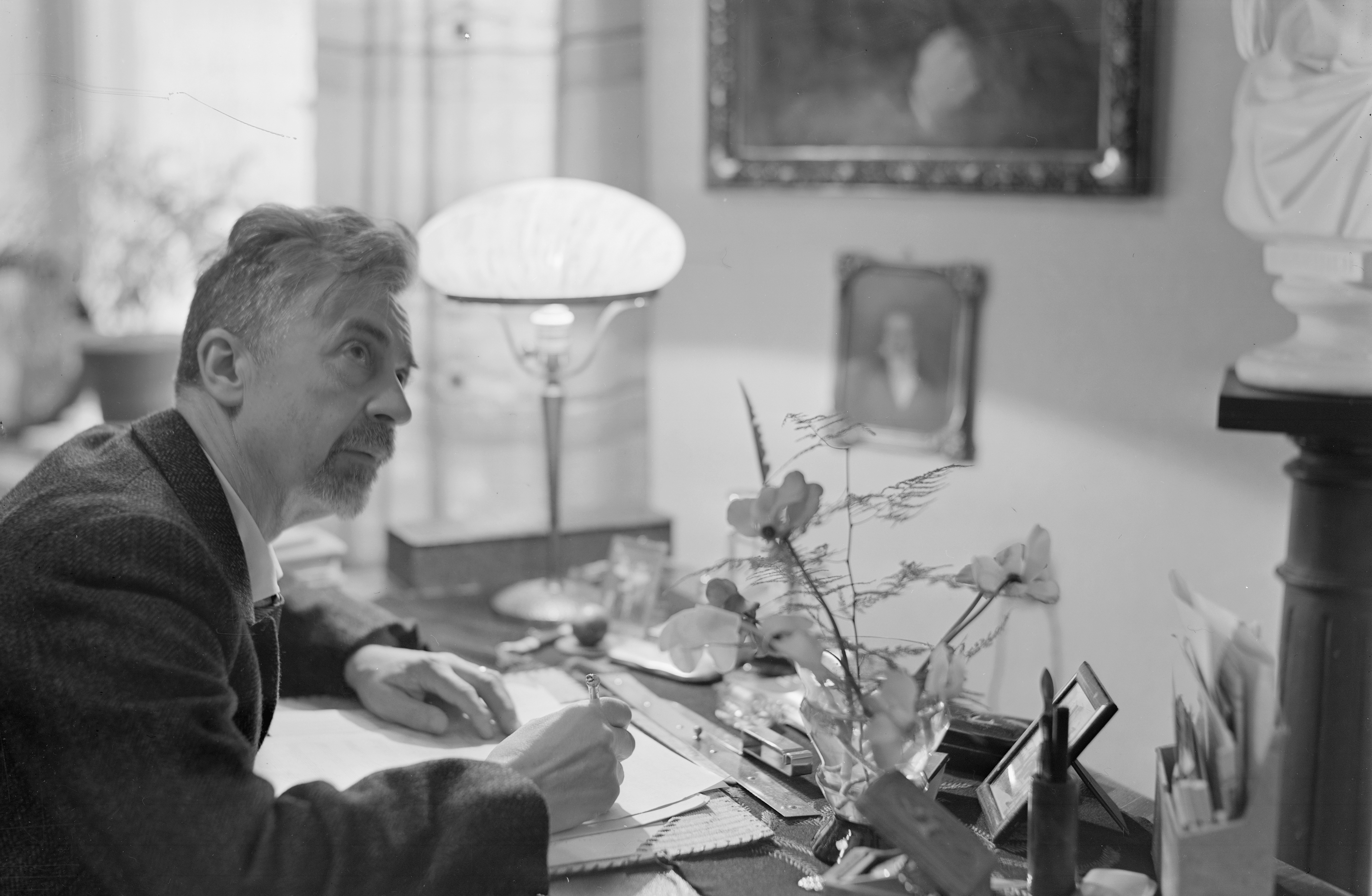
Ilmari Krohn

1947-ben létrejött a Nemzetközi Népzenei Tanács (International Folk Music Council, IFMC), melynek harmadik elnöke Kodály volt. A szervezet célja a népzenekutatók nemzetközi munkájának összefogása, a nyugati népzenekutatás elhanyagolt területein (olasz, német, angol és skandináv területeken) való kutatás újraindítása illetve egységes dallamrendszerezési elvek kidolgozása. Kodály, Bartók és Lajtha hallás utáni lejegyző módszere az előadó viselkedésének rögzítését is magába foglalta, munkájukon tükröződik Hornbostel azon nézete, miszerint „az előadás a vokális és hangszeres népzenének éppen olyan fontos eleme, mint a dallam”.

## A magyar népzenegyűjtők munkája

### Magyar sajátosságok
A magyar népművészet, és ezen belül a népzene nemzetközi összehasonlításban igen jól dokumentált, sok magyar népzenei emléket ismerünk. Ez részben annak köszönhető, hogy az iparosodás hazánkban később kezdődött, és kisebb mértékű volt, mint Nyugat-Európában, így a 18.-19. században még intenzíven jelen voltak a népi kultúra eredeti forrásai. Másrészt fontos szerepe volt ebben az iskolateremtő tevékenységű, kiváló magyar etnográfusoknak és zenegyűjtőknek.

### Első gyűjtemények

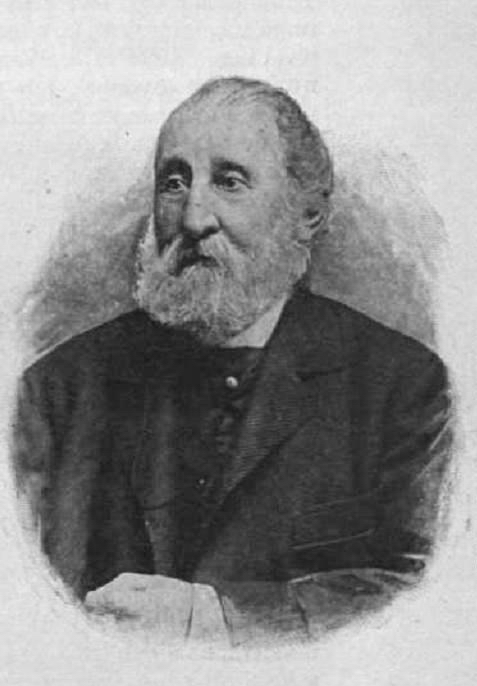
Bartalus István

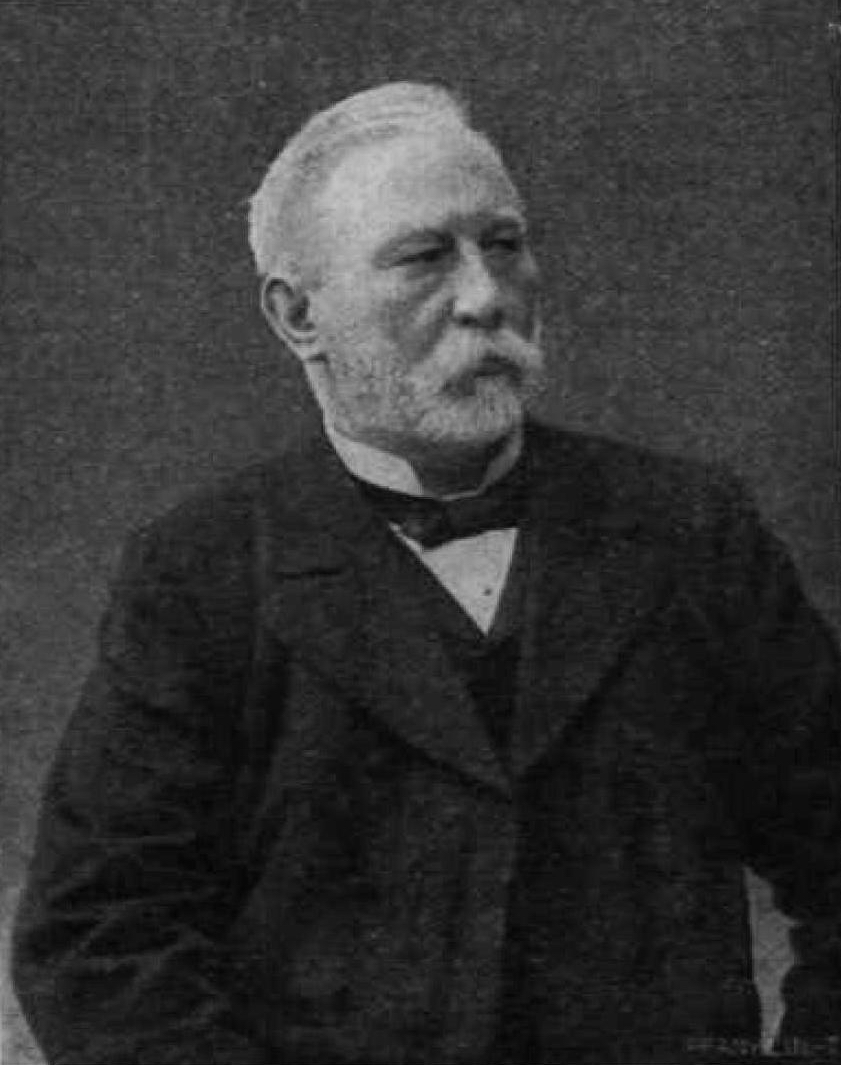
Kiss Áron

A magyar népdalgyűjtés kezdete 1832-re tehető, amikor Mindszenty Dániel és Udvardy János akadémiai felkérésre gyűjtő- és rendszerezőmunkába kezdtek. A kutatás főleg a népi eredetű dalokra koncentrált, hallás utáni leírást alkalmaztak. A gyűjtéshez kategorizálási rend is társult, de a munka dallamanyaga nem maradt fenn. Az első, máig fennmaradt magyar dallamgyűjtemény Szini Károly 1865-ös kiadványában jelent meg. 1873 és 1896 között Bartalus István zenetörténész hétkötetes gyűjteményt adott közre Magyar népdalok egyetemes gyűjteménye címmel a Kisfaludy Társaság kiadásában, ez a gyűjtemény azonban nem tett különbséget népzene és népies műzene között. 1891-ben jelent meg Kiss Áron Magyar gyermekjáték gyűjtemény című műve, melyben versek, gyermekjátékok leírása mellett gyermekdalok kottáit is közölte.

### A modern népzenegyűjtés kialakulása

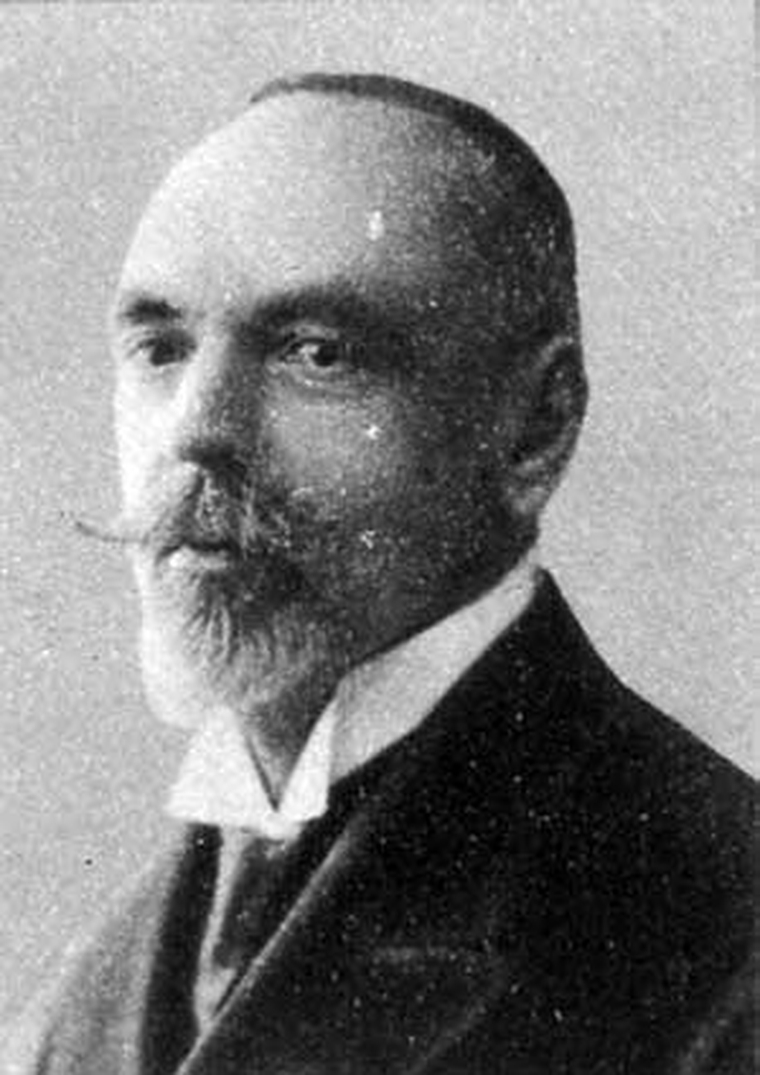
Vikár Béla

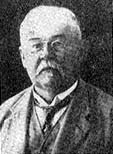
Sebestyén Gyula

Vikár Béla 1890-től kezdve folytatott népművészeti gyűjtőmunkát. Eleinte gyorsírással rögzítette a dallamokat és a szöveget, somogyi gyűjtőmunkája eredményét ki is adta. 1895-től a gyűjtőmunkát fonográffal folytatta, mely a népzenekutatásban nemzetközi jelentőségű előrelépés volt, ezt tekintjük a modern népzenegyűjtés kezdőpontjának. A dallamok pontos rögzítése igencsak lecsökkentette a hibalehetőségeket, másrészt megadta az objektivitást, és a hanganyag utólagos tanulmányozásának, tárolásának lehetőségét, mely a tudományos vizsgálatok fontos feltétele. Munkája nyomán a feltárt dallamállomány 1500 példányossá vált.
1901-ben jelent meg Sebestyén Gyula Zalamegyei regös-énekek című gyűjteménye, melyet két másik követett 1902-ben, a Regös-énekek és A regösök., majd 1906-ban a Dunántúli gyűjtés. Fonográffal végzett népköltészeti kutatásai, dalok, balladák, regösénekek, szójátékok, mondák, mesék lejegyzése kiemelkedő fontosságú, módszerei meghaladták korát. Tanulmányaiban 168 község népművészeti emlékeinek szöveganyagát adta közre.
Az 1900-as években a népzenegyűjtés népies irányzatának helyét a zeneelméleti ismeretek fontosságát hangsúlyozó irányzat vette át. Ennek jelentős népdalgyűjtő képviselői Bartók Béla, Kodály Zoltán, Lajtha László és Molnár Antal, akik munkája nyomán a dokumentált dallamállomány 8000 példányra bővült.
Kodály 1905-től kezdve folytatott népdalgyűjtést. Először Galánta környékén és a magyar nyelvterület északi határvidékein járt kutatóúton, eredményeit az Ethnographia szakfolyóiratban tette közzé. A következő évben védte meg „A magyar népdal strófaszerkezete” című doktori munkáját. 1910-ben több ízben Erdélybe látogatott, 1914-ben pedig a bukovinai székely falvakban végzett népdalgyűjtést.
Kodály és Bartók már a kezdetektől fogva összehangolta kutatómunkáját, ez egyrészt a gyűjtési helyszínekre, másrészt a munka jellegére is vonatkozik: Kodály nagyobb hangsúlyt fektetett a hangzó anyagok történetére, míg Bartók a zeneelméleti értelmezésben, rendszerezésben vállalt nagyobb szerepet. 1906-tól több közös folyóiratcikket adtak ki. Az 1910-es évekre a gyűjtött anyag már tudományos igényű közléshez is alkalmasnak mutatkozott, melyet Ilmari Krohn finn zenetörténész népdalrendszerezési elveit követve osztályoztak.

A következő évtizedekben, egészen az első világháborúig a törekvések egy átfogó, kisebbségi zenét is tartalmazó népzenei gyűjtemény létrehozására irányultak. Ennek a megvalósítását a háború végén kötött trianoni békeszerződés értelmében kialakított új országhatárok megakadályozták, a határon túlra került területek elérése és a zavartalan gyűjtőmunka nem volt lehetséges.

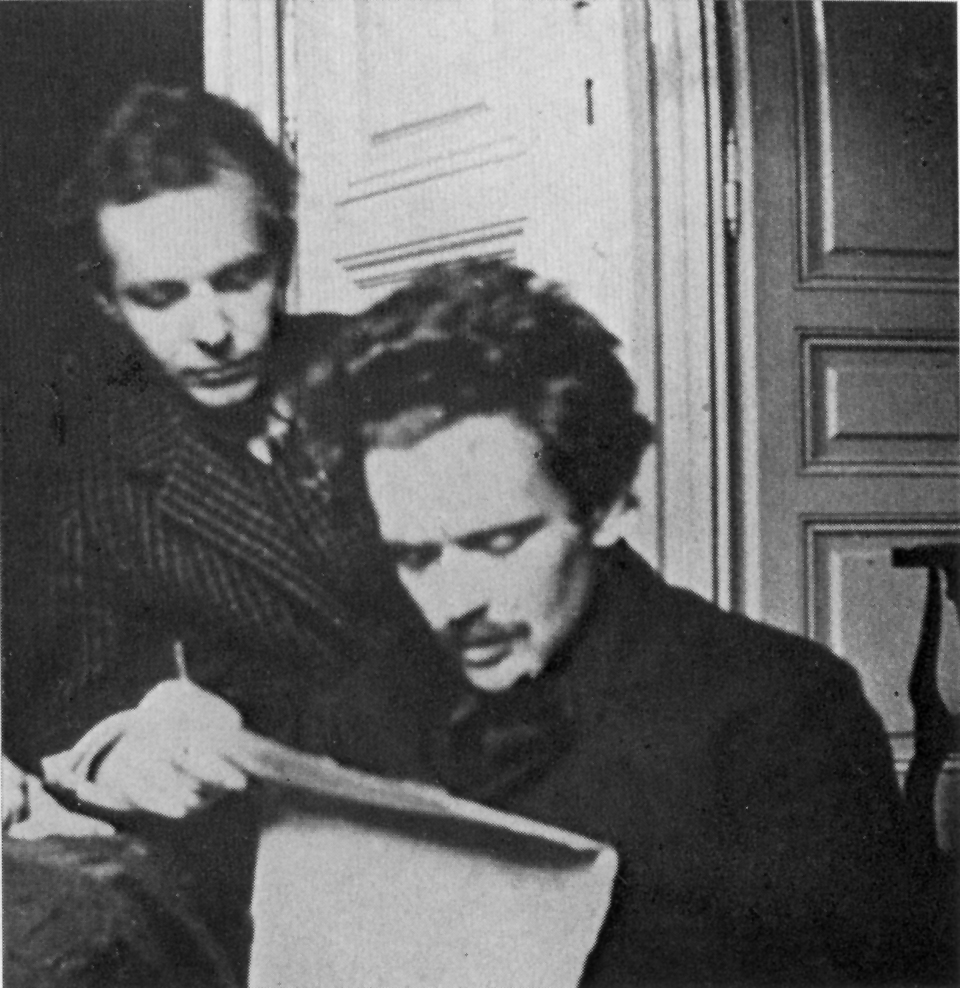
Bartók és Kodály 1905-ben

Bartók és Kodály már 1913-ban javasolta a Kisfaludy Társaságnál egy népzenei kiadványsorozat indítását, melynek szerkesztése azonban csak 1933-ban kezdődhetett el az MTA megbízásából. 1924-ben jelent meg Bartók A magyar népdal című tanulmánya, mely a magyar népi dallamok főbb típusait jelölte meg és gyűjtési-rendszerezési rendszert alkotott. Kodály is két nagy jelentőségű írást tett közzé, 1923-ban jelent meg az Erdélyi magyarság. Népdalok, majd 1937-ben A magyar népzene, utóbbiban a magyar népzene fontos stíluselemzése és történeti összehasonlítás szerepelt. 

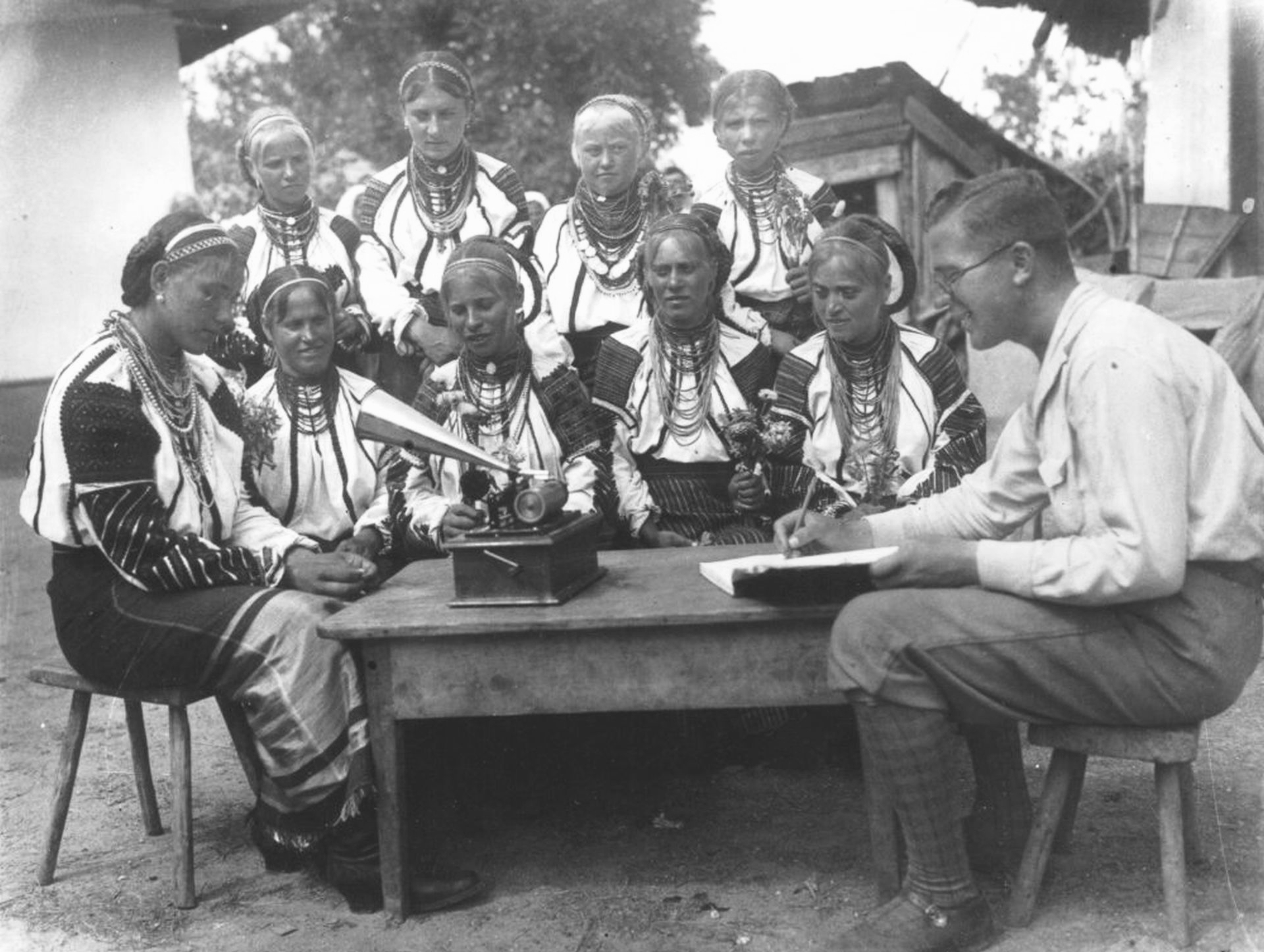
Domokos Pál Péter csángó népdalokat rögzít

A háború után Kodály 1950-ig a Dunántúlon folytatta a gyűjtőmunkát. Az 1930-as években bővült a feltérképezett dallamanyag a csángó zenei hagyományok nagy gyűjteményével, melyet Domokos Pál Péter, Veress Sándor és Balla Péter munkájának köszönhetünk.

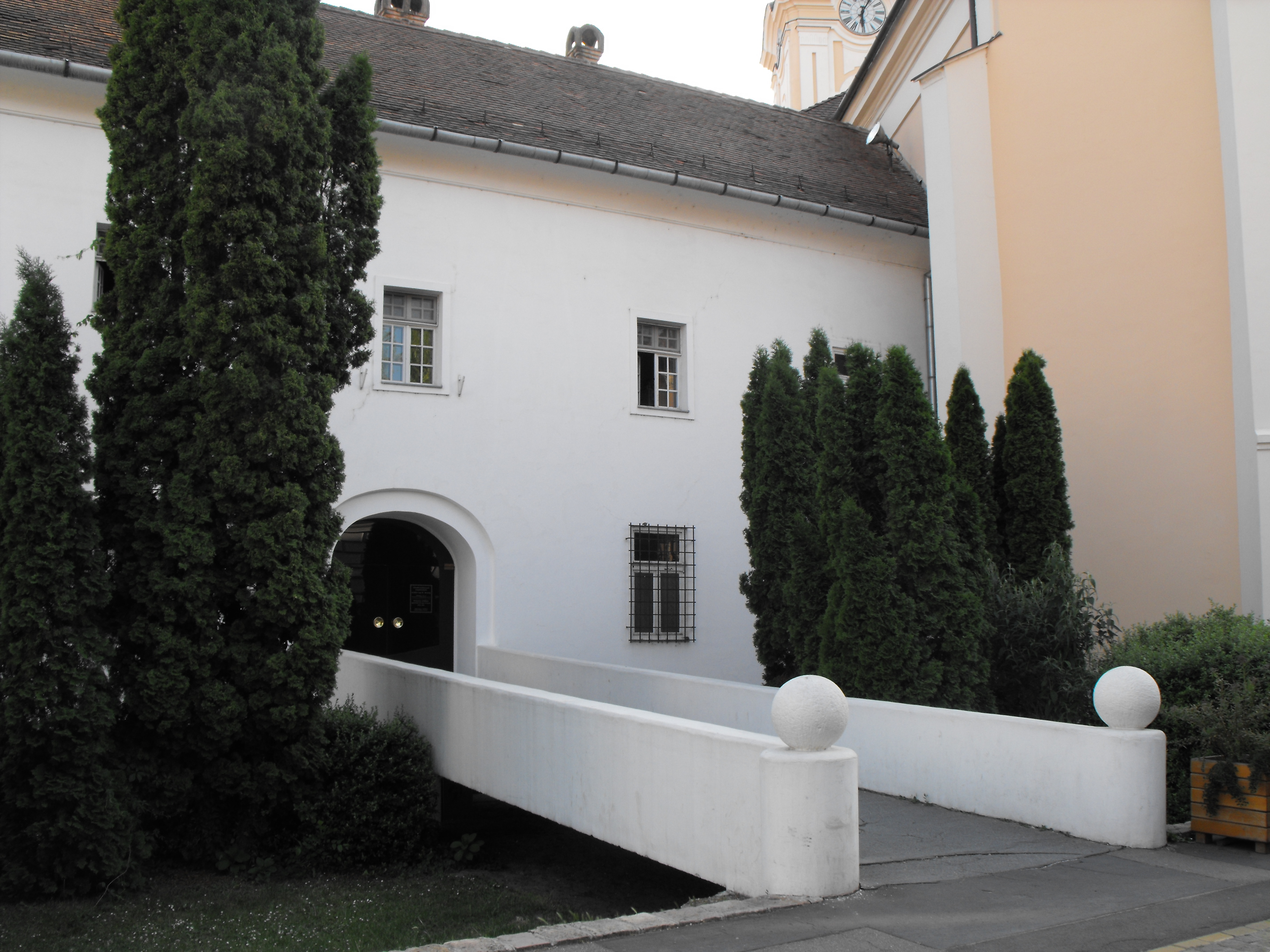
A kecskeméti Kodály Intézet épülete napjainkban

Az MTA felkérésére Bartók 1934-ben felfüggesztette tanári tevékenységét, hogy részt vegyen a Magyar Népzene Tára összeállításában, munkatársa Rácz Ilona és Kerényi György volt. Bartók a tevékenységét 1940-es emigrációjáig folytatta.

### Pátria lemezek
Magyarországon a 20. század első felének egyik legnagyobb népzenegyűjtő vállalkozása volt a Pátria népzenei gramofonfelvételek elkészítése. 1936-ban Magyar Népzenei Gramofonfelvételek címmel négy kísérleti hanglemez készült a Magyar Történeti Múzeum és az MTA összefogásával. E lemezek mellé részletes lemezkísérő dokumentáció tartozott, amelyben egymás mellé kerültek a dallamok és a szövegek lejegyzései, a gyűjtés, valamint az énekesek adatai, fényképei – szinte megelőlegezve a CD-ROM „eszméjét”. E kísérleti lemezek tanulságai alapján kezdődtek meg 1937-től a Magyar Rádió stúdiójában a Pátria lemezsorozat felvételei (egészen 1963-ig). Ekkor adtak ki először Magyarországon paraszti zenét paraszti előadásban.
A Néprajzi Múzeum szakembereinek közreműködésével elindult felvételsorozat időtartamát és méreteit nem korlátozták előre. Az volt a szándék, hogy az egész magyar nyelvterület még elérhető és rögzítésre érdemes értékei belekerülhessenek. A szakmai irányítást Bartók Béla mellett Kodály Zoltán és Lajtha László vállalta. Kilenc év leforgása alatt 125 fémmatrica jött létre, amelyekről (1942-ig) 107 lemezt préselt és hozott üzleti forgalomba a Kelen Péter Pál vezette Patria cég. Ebben az új sorozatban a népzene mellett népmese, szokásanyag és a vallásos népénekek is helyet kaptak, bemutatva a legfőbb magyar népzenei dialektusterületek jellegzetességeit.

### 20. század második fele
A század második felében a népzenekutatás intézményesülése figyelhető meg hazánkban. 1951-ben megalakult a Zeneakadémián a Zenetudományi Tanszak, melyen Kodály vezetésével folyt a népzenekutatók képzése. 1953-ban megalakult az MTA Népzenekutató Csoportja, melynek feladata a már feltárt dallamanyag rendszerezése, a Magyar Népzene Tára szerkesztése és gyűjtések tudományos megalapozása és végrehajtása. Kodály 1961-től a Nemzetközi Népzenei Tanács elnöke volt és az akkori hazai népzenegyűjtés eredményeit és a kutatás színvonalát mutatja, hogy 1964-ben Budapesten tartották a tanács konferenciáját. 1975-ben alapították a Kodály Intézetet, mely a Kodály-koncepcióra épülő felsőfokú zenepedagógiai tanulmányi központ. 2005-től kezdve az intézet a Zeneakadémiához tartozó önálló oktatási egység.

## Technikai háttere

### Módszerei
A népzene gyűjtésének alapvető eleme a helyszíni kutatás, azaz a zenei emlékek ismerőinek felkeresése, velük személyes kapcsolat kialakítása, a hangzó anyag rögzítése. De a jó gyűjtőmunka nem merül ki ebben. A népzenegyűjtéshez hozzátartozik a megfelelő kutatóhely kiválasztása, a jellemző dallamanyag felkutatása, kísérő adatok leírása, a felvétel megfelelő technikai megvalósítása és a gyűjtés teljes anyagának előkészítése a későbbi tudományos vizsgálatokhoz. A népzenegyűjtőnek megfelelő zeneelméleti és néprajzi ismeretekkel kell rendelkeznie, hogy a hangzó anyag jellemző vonásait feltárhassa, híven lejegyezhesse.

### Felvétel

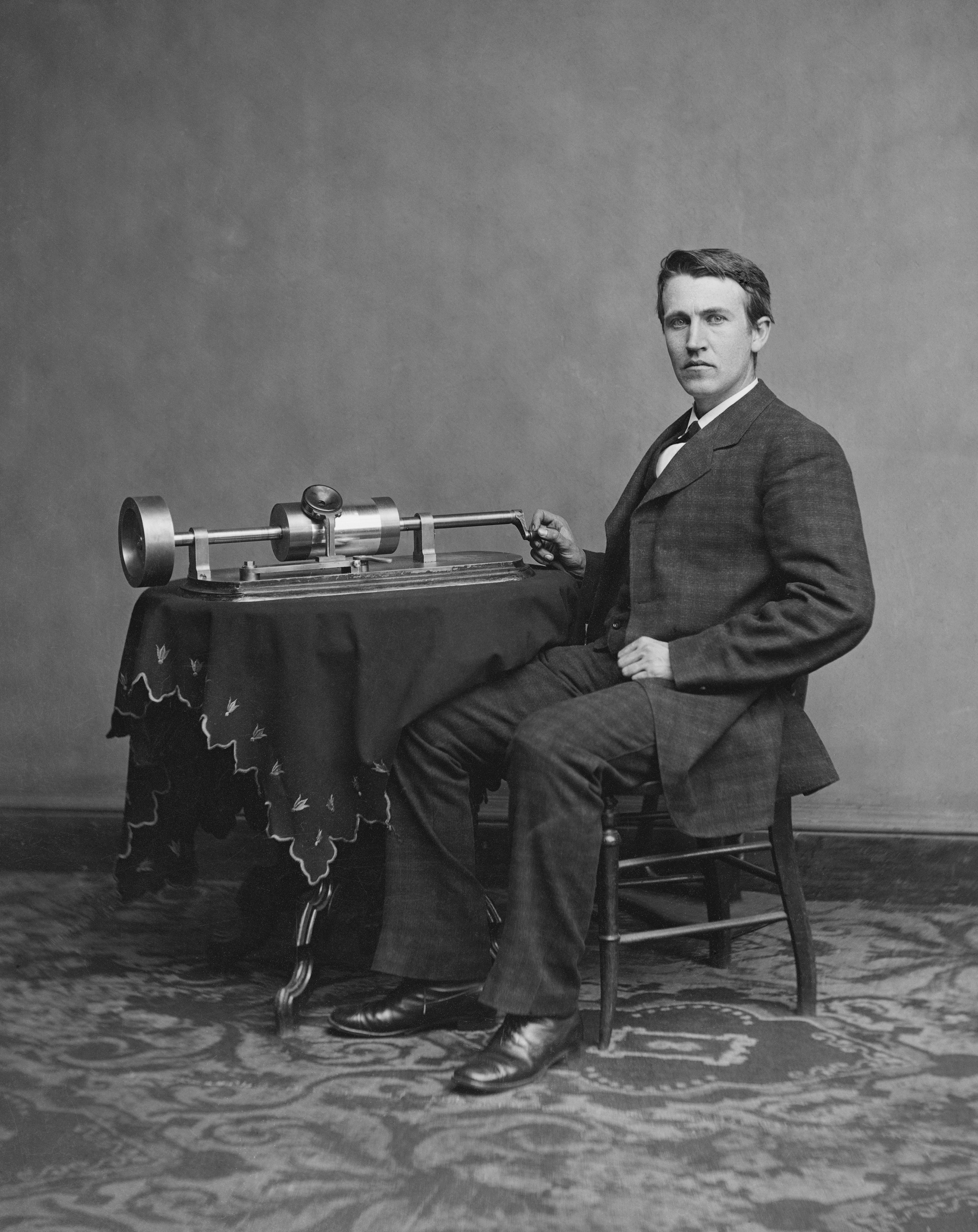
Edison és a fonográf.

A népzenegyűjtés akkor tud a népzene- és néprajzkutatás számára tudományos igényű, rendszerezett anyagot bocsátani, ha a gyűjtés is tudományos igényű. Ennek fontos feltétele a rögzítés, a tárolás megvalósíthatósága. Így az eszközök 19.-20. századi technikai és elektrotechnikai fejlődése is hatással volt a gyűjtés minőségére.

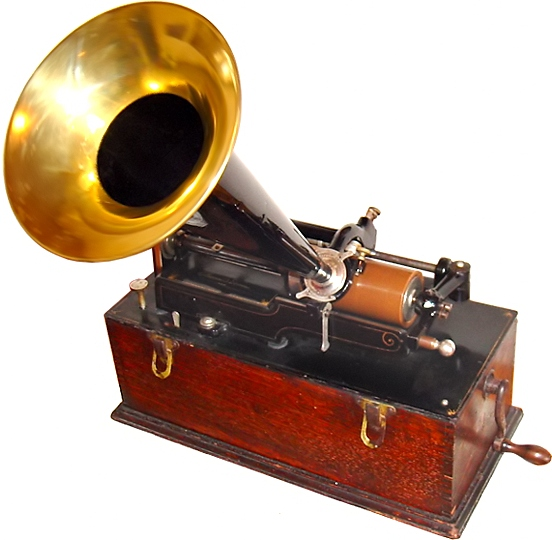
Fonográf

A fonográfot 1877-ben Edison fejlesztette ki, melynek segítségével valós hangok először váltak rögzíthetővé. A hallás utáni szubjektív leírás mellett ez lehetőséget ad a népzene objektív leírására. A fonográf a hangokat egy viaszhengeren rögzíti, mely viszonylag (akár évtizedeken át) tartós, továbbá lehetővé teszi a másolást, a visszajátszást, a lassított előadást, így megkönnyíti az utólagos elemzőmunkát.
A hanglemezek és felvevők megjelenése eleinte nem szorította ki a fonográfot a népdalgyűjtők körében, mert utóbbi könnyebben kezelhető, könnyebben hordozható volt. Az 1920-as években terjedt el az elektromechanikus hangfelvételi technika, mely jobb hangminőségének köszönhetően lehetővé tette a hangszeres zene hangzásának rögzítését.
Goldmark Péter Károly fontos közreműködésével 1948-ban kifejlesztették a mikrobarázdás hanglemezeket. Az új tárolási mód kitolta a felvételi időt, mely megkönnyítette például a hosszabb időtartamú balladák felvételét. Mivel ritkábban kellett félbeszakítani az énekest előadása közben, az előadásmód természetesebbé válhatott, továbbá hosszabb előadások, népszokások felvételére is lehetőség nyílt.

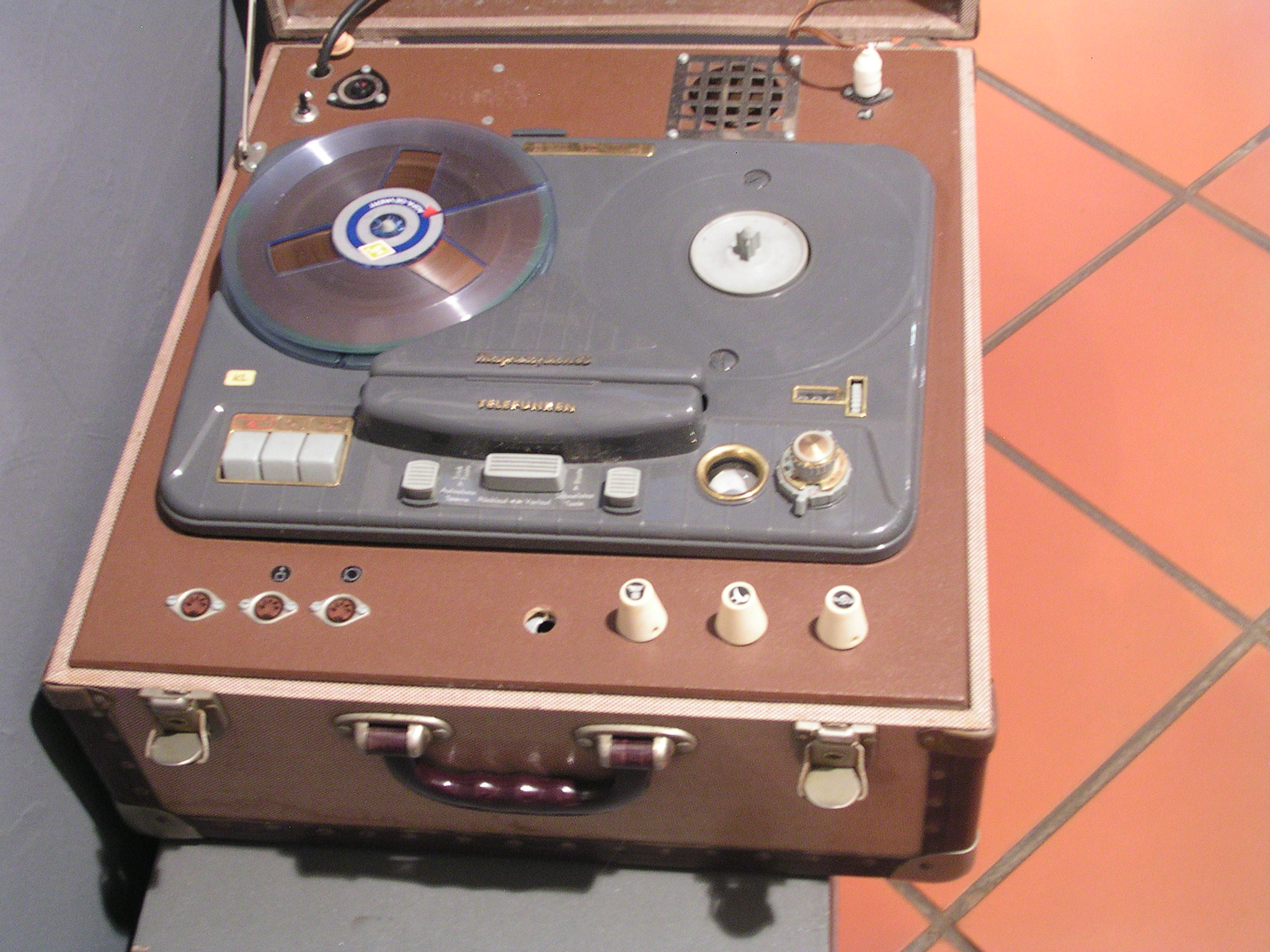
Hordozható mangetofon

A következő minőségbeli ugrás a magnetofonok elterjedéséhez köthető. Ezek áramforráshoz nem kötött, jól hordozható eszközök, melyeken tovább javul a hangminőség, a felvételi idő. A készülék kisebb kivitele miatt lehetőség van továbbá észrevétlen vagy távolsági felvételek készítésére is, mely szintén javítja az előadás természetességét, a hanganyag hitelességét.
A magnetofon tárolási elve és a magnetofon jellegzetességei miatt lehetőség nyílt az ismétlésre, törlésre, javításra, többszólamú előadások szólamonkénti felvételére. Megemlítendő azonban, hogy az utólagos módosíthatóság a hangfelvétel hitelességét ronthatja is, ugyanis lehetőség van a felvétel utólagos módosítására.
Az 1970-es években vált elérhetővé a képmagnetofon, mely a zene mellett az előadó magatartása, illetve táncok, népszokások rögzítését is lehetővé teszi. Ugyanezt a célt szolgálja a hangosfilm, mely ugyan drágább és nehézkesebb technika, de még jobb minőségű képi és hanganyag felvételére ad lehetőséget.

### Tárolás
A tárolás fontos jellemzője, hogy a hanganyag mellett kiegészítő információkat, illetve a kategorizálást lehetővé tevő rendszerezést is tartalmaz. A kutatáshoz az eredeti felvételről gyakran másolatot készítenek, így az eredeti forrás állaga a többszöri visszajátszástól nem romlik. A hanglemezek anyagát a feldolgozáskor gyakran magnófelvételre játszották át, ma pedig a digitalizálás, azaz digitális feldolgozás és digitális adathordozóra való másolás a jellemző.
A tárolás módja nem csak a gyűjtés technikai megvalósításától függ. Mivel a kategorizálásra és későbbi visszakereshetőségre is ügyelni kell, így a tárolás módját az is befolyásolja, hogy a hangzó anyagot a zenetörténész és néprajz- illetve népzenekutató szakmai közösség miképpen csoportosítja.

## Tudományos háttere
A modern, 19. századi népzenegyűjtés, melyet körülbelül az első fonográfos gyűjtőmunkáktól számíthatunk, már nem mellőzheti a tudományos megközelítést: a népzenegyűjtőnek megfelelő technikai és zeneelméleti ismeretekkel kell rendelkeznie, és a gyűjtést is előzetes kutatómunkának kell megalapoznia.
A gyűjtés továbbá megfelelő dallamrendszerező elveket kíván. A 20. század eleje felé kialakuló összehasonlító népzenetudomány képviselői több különböző felfogású rendszerezési elvet is kidolgoztak, ezek közül néhány:
- mechanikus incipitkatalógus;
- ritmikus-metrikus formulák rendje;
- harmóniai súlypontok sora;
- hangkészlet és annak különböző súlyú pillérhangjai;
- a dallamvonal és a dallamsorok relatív magassága alapján (mely felfogás, kiegészítve a szótagszám és kadenciarend, azaz a sorvégi hangok rendjének figyelembevételével, a magyar dallamrendszerezés alapját is adja)[4]

Az egyes dallamrendszerezési felfogások reális célja nem a különböző kultúrák dallamanyagának általános rendszerbe foglalása, hanem a hangzó anyag különböző szempontok szerinti osztályozása volt.